# 鏑木ハルナ
鏑木 ハルナ（かぶらぎ ハルナ、1931年11月5日 - は、日本の映画俳優。東京都出身。

## 来歴・人物
文学座「或る女」(杉村春子主演)に出演したのをきっかけにスカウトを受け、山脇高等女学校を中退し、1947年に17歳で東宝ニューフェイス一期生として東宝に入社。
1956年に日活に移籍した。

## 主な出演作品
- 青い山脈  (1949年、東宝) - 女学生 役
- 晩菊  (1954年、東宝) - 静子 役
- 陽のあたる坂道  (1958年、日活)
- 愛と死をみつめて  (1964年、日活) - 中年の看護婦 役
- 明日は咲こう花咲こう  (1965年、日活) - 奥さん 役
- 大空に乾杯  (1965年、日活) - 川瀬佳子 役